# Giuseppe Petrocchi
Giuseppe Petrocchi (ur. 19 sierpnia 1948 w Ascoli Piceno) – włoski duchowny rzymskokatolicki, biskup diecezjalny Latina-Terracina-Sezze-Priverno w latach 1998–2013, arcybiskup metropolita L’Aquili w latach 2013–2024, kardynał prezbiter od 2018, członek Papieskiej Komisji ds. Państwa Watykańskiego od 2018, przewodniczący Papieskiej Komisji Studiów ds. diakonatu kobiet od 2020, członek Rady ds. Gospodarki od 2020, od 2024 arcybiskup senior archidiecezji L’Aquila.

## Życiorys
Urodził się w Ascoli Piceno. Wstąpił do seminarium biskupiego 4 października 1965. We wrześniu 1967 został wysłany na studia do Papieskiego Wyższego Seminarium Duchownego w Rzymie, gdzie ukończył studia filozoficzno-teologicznie na Papieskim Uniwersytecie św. Jana na Lateranie.
Święcenia kapłańskie otrzymał 15 września 1973 i został inkardynowany do diecezji Ascoli Piceno. Przez wiele lat pracował jako dyrektor diecezjalnego centrum ds. powołań oraz jako wykładowca wyższej szkoły w rodzinnym mieście.
27 czerwca 1998 roku papież Jan Paweł II mianował go ordynariuszem diecezji Latina-Terracina-Sezze-Priverno. Sakry biskupiej udzielił mu 20 września 1998 biskup Ascoli Piceno – Silvano Montevecchi. Uroczyste objęcie urzędu miało miejsce 18 października 1998.
8 czerwca 2013 papież Franciszek mianował go arcybiskupem metropolitą L’Aquili. Ingres i objecie kanoniczne diecezji odbyło się 7 lipca 2013 w bazylice Collemaggio w L'Aquila. Paliusz otrzymał z rąk papieża Franciszka 29 czerwca 2013. 
20 maja 2018 podczas modlitwy Regina Coeli papież Franciszek ogłosił, że mianował go kardynałem. Jego kreacja kardynalska odbyła się na konsystorzu 28 czerwca 2018. Otrzymał godność kardynała prezbitera i tytuł bazyliki św. Jana "dei Fiorentini" w Rzymie. 
Jako kardynał jest członkiem Kongregacji ds. Duchowieństwa, Edukacji Katolickiej oraz ds. Świętych. Ponadto, we wrześniu 2018 został mianowany członkiem Papieskiej Komisji ds. Państwa Watykańskiego, a także od 8 kwietnia 2020, przewodniczącym nowo utworzonej Papieskiej Komisji Studiów na temat diakonatu kobiet. 
1 sierpnia 2024 papież Franciszek przyjął jego rezygnację z urzędu arcybiskupa metropolity L'Aquilli. Brał udział w konklawe 2025, które wybrało papieża Leona XIV. 